# Kristiansand
Kristiansand é uma comuna e uma cidade portuária da Noruega, capital do condado de Vest-Agder, com 276 km² de área e 75.280 habitantes (censo de 2004). Fica situada na foz do rio Otra. Possui estaleiros navais, construção de máquinas, instalações metalúrgicas (zinco, cobre e níquel), indústrias químicas, de madeiras, papel, mecânicas, têxteis e alimentares. Dispõe de um porto pesqueiro e comercial. Kristiansand também é conhecida mundialmente por seu grande clube de futebol, IK Start (www.ikstart.no).     

## Nomes ilustres
- Mette-Marit (1973) - princesa consorte da Noruega;
- Lars Nedland (1976) - músico;
- Alfredo Andersen (1860 - 1935) - pintor[1].